# Dworek „Pod filarkami” w Warszawie

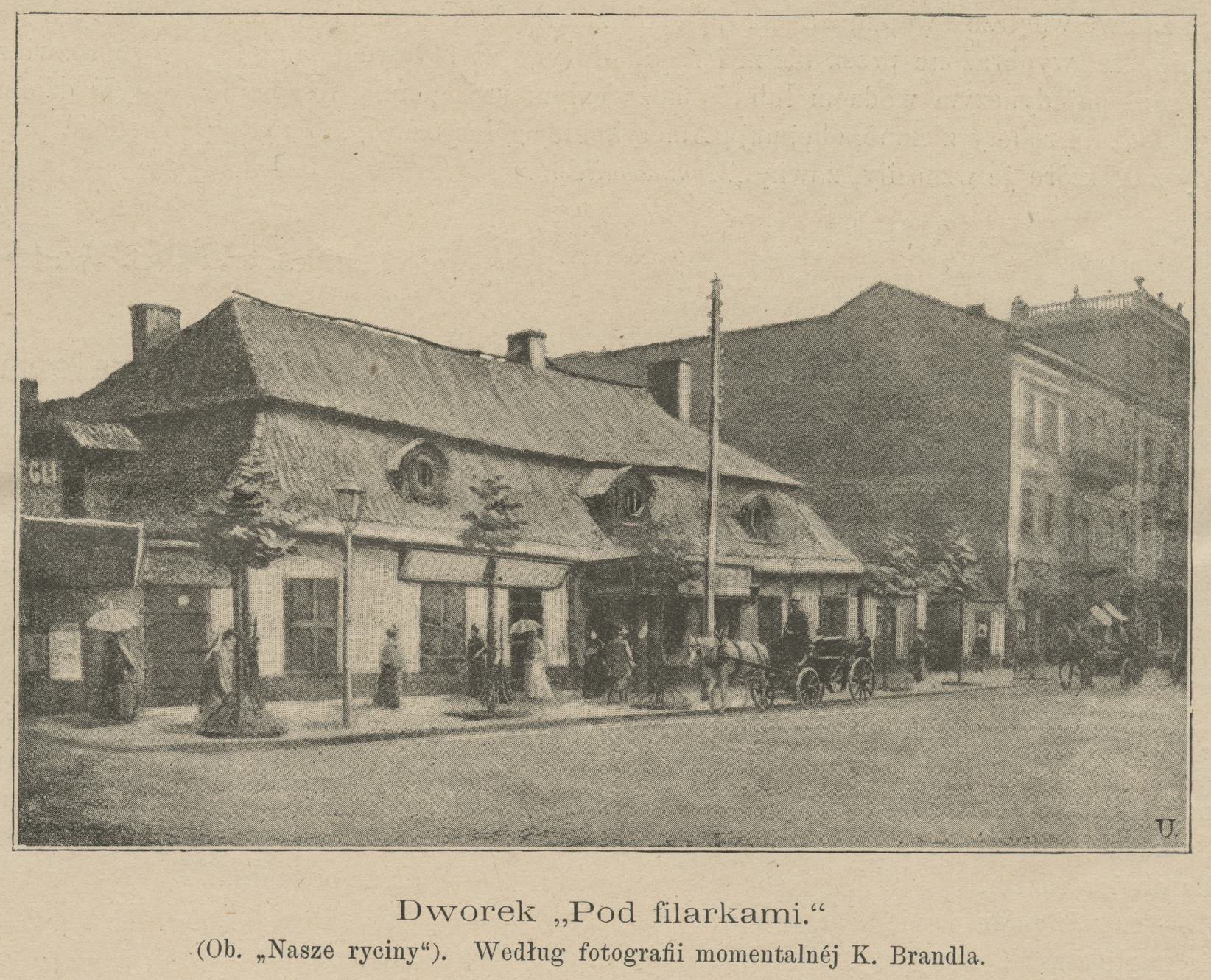
Dworek Pod filarkami w 1892

Dworek „Pod filarkami” – drewniany dworek w Warszawie przy ul. Marszałkowskiej 125/127, wybudowany przed 1771. Rozebrany został w 1893, a na jego miejscu powstały dwa budynki: kamienica pod nr 125 i kamienica braci Zamboni (pod nr 127). Był ostatnim dworkiem w centrum Warszawy.

## Historia
Dworek wzniesiono na terenie należącym do sióstr Miłosierdzia Szpitala Św. Kazimierza. Nie zachowano jednak informacji, kiedy i przez kogo został zbudowany. W oparciu o przypuszczenia Cezarego Biernackiego, najprawdopodobniej budynek został wzniesiony przez marszałka Franciszka Bielińskiego. Według serwisu warszawa1939.pl dworek wybudowano przed 1771 dla Antoniego Małachowskiego, wojewody mazowieckiego.
Według akt Starej Warszawy najdawniejszym właścicielem dworku był podkomorzy Stanisław Gadomski, od którego później posiadłość nabył hrabia Józef Ossoliński z Tęczyna (w źródłach brak oznaczenia czasu posiadania i aktu dokonanej sprzedaży). Zgodnie z dokumentami urzędowymi 7 maja 1779 hrabia Ossoliński sprzedał nieruchomość za 3,2 tysiąca czerwonych złotych Dionizemu Jastrzębiec Chułkowskiemu, który 11 października stał się prawnym posiadaczem.
W 1779 dworek przeszedł w posiadanie Jana Mejneta. W 1793 budynek został sprzedany Antoniemu Małachowskiemu za 3 tysiące czerwonych złotych. Po śmierci właściciela majątek przejęła jego żona, Katarzyna z hr. Działyńskich, wraz z dziećmi i była posiadaczką nieruchomości do 1801. 
Przed 1813 dworek nabył Jan Symak, a następnie został wystawiony na licytację, w wyniku której wykupiło go za 15 328 złotych polskich małżeństwo: Jan Jerzy Schnejder i Ewa Sabina z Hertzów.
W 1897 nieruchomość przejął Krzysztof Leonhardt, którego spadkobiercy w 1850 zrzekli się swoich praw na rzecz Antoniego Tischlera. Ostatecznie budynek przeszedł w posiadanie jego syna, Juliana Tischlera. Od niego dworek nabył Fronckiewicz, który postanowił rozebrać budynek w 1893. Dworek „Pod filarkami” był ostatnim dworkiem w centrum Warszawy.
Na jego miejscu powstały dwa budynki: kamienica pod nr 125 i kamienica braci Zamboni (pod nr 127).